# Грађанска кућа у ул. Ђорђа Лешњака 1 у Лесковцу
Грађанска кућа у Ул. Ђорђа Лешњака 1.  је саграђена је 1931. године у Лесковцу. Овај објекат је под заштитом државе. 

## Изглед и архитектура
Ова кућа представља класичан пример грађанске архитектуре између два светска рата. Кућа је тамноокер боје, грађена је у стилу еклектике и подсећа на “златно доба” Лесковца. Структура зграде је угаона и пружа могућност прављења заобљене “куполе” или куле, на граници две улице. Кућа је асиметрична, јер се са једне стране налазе улазне степенице, док се са друге налази класична улична фасада са прозорима са арт-деко украсима који помало вуку на касну сецесију, а на куполи се налазе украси типични за сецесију. Улична фасада је једноставна, са два прозора, а на спрату се примећују елементи арт-декоа са слепим стубовима прилепљеним за фасаду, док је мансарда класичан арт-деко правоугаоних форми. Кућа има три терасе. Најшира тераса се налази једна улазног степеништа, друга се налази на мансарди, а трећа је кружна и налази се око обле бочне “куле”, која је у лошем стању. 

## Кућа данас
Фасада објекта је на неким местима пропала, те јој је потреба реконструкција. На једном делу је реновирана и офарбана у јаркожуто, што одудара од сивог, задимљеног и патином начетог остатка фасаде. У кући данас живе две породице, те улаз у објекат није дозвољен.

## Галерија
- Поглед с предње стране
- Поглед с бока
- Предњи део куће
- Поглед са улице